# Joan Prim i Prats
Joan Prim i Prats (castellà: Juan Prim)  (Reus, 6 de desembre de 1814 - Madrid, 30 de desembre de 1870), marquès de Los Castillejos, comte de Reus, vescomte del Bruc, Gran d'Espanya, fou un militar i polític progressista català, molt influent en la política espanyola del segle xix. Va ser governador militar de Barcelona (1843), capità general de Puerto Rico (1847) i president del consell de Ministres entre els anys 1869 i 1870. Participà en la campanya del Marroc i dirigí les forces que lluitaren a la campanya de Mèxic.

## Biografia

### Antecedents familiars i infància
El seu avi havia exercit de notari i el pare, Pau Prim i Estapà (†1834), que era tinent coronel, va heretar-ne la notaria en retirar-se del seu càrrec militar. La seva mare va ésser Teresa Prats i Vilanova (ca. 1784 - Sant Gervasi de Cassoles, 1873), filla d'adroguer i casada amb el notari Prim el 28 d'abril de 1813, a Reus. Va tenir com a mestre a l'escola Alexandre Garcia.

### Guerra carlina
Als 19 anys es va allistar en els Tiradores de Isabel II, un cos franc integrat per elements radicals de Barcelona coneguts per la seva indisciplina que reberen el malnom de miquelets; aquest cos urbà fou destinat a les muntanyes per combatre els partidaris carlins de la terra. Els Tiradores es destacaren per la seva laïcitat i anticatolicisme, que culminà el 1835 en l'atac, incendi, saqueig i destrucció del monestir de Santa Maria de Ripoll, fets en els quals no tingué cap participació el destacament de Joan Prim. Per les seves victòries sobre partides carlines (l'anomenada Guerra dels set anys) va ser ascendit a tinent. Al capdavant d'una companyia va prendre Vilamajor del Vallès defensada per forces carlines superiors, on va resultar ferit. Noves accions victorioses el van promoure a capità. La presa de Sant Miquel de Taradell, on va capturar personalment la bandera del quart batalló carlí de Catalunya, va fer que se li concedís la Creu Llorejada de Sant Ferran de primera classe. Seguidament va assaltar Solsona i aconseguí escalar personalment el fort obrint les portes, acció per la qual va ser ascendit a comandant. Van seguir noves mostres d'un valor extraordinari que eren objecte de comentari a tot el país; els seus propis soldats l'aclamaven. Per una acció extraordinària a Àger se'l va ascendir a major de batalló i se li encarregà el comandament a la zona de la línia de Solsona-Castellvell, per la qual passaven els combois d'aprovisionament carlí. En els combats que va sostenir va perdre diverses vegades el cavall i ell mateix va resultar ferit més d'una vegada, guanyant una altra creu de Sant Ferran i obtenint el grau de coronel. Amb només 26 anys el seu nom ja era un símbol de valor; i en acabar la guerra, en la qual havia pres part en 35 accions, assolí tots els graus possibles en camp de batalla.

### Govern d'Espartero

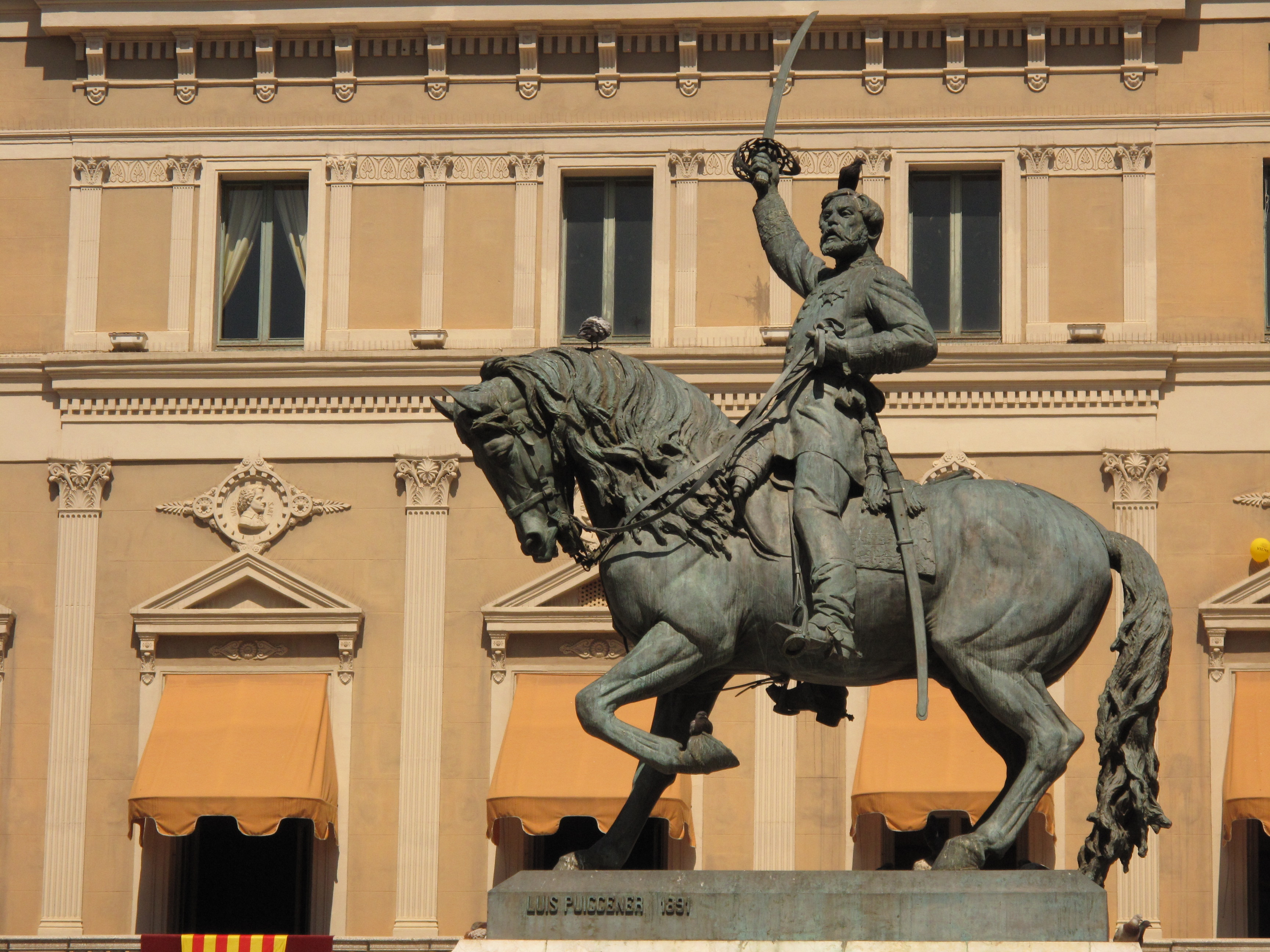
A Prim, su patria (1891), de Lluís Puiggener. Reus: plaça de Prim. El fet que l'estàtua fos idèntica a la projectada al parc de la Ciutadella de Barcelona pel mateix autor, i que va ser inaugurada el 1887, va provocar força polèmica i va complicar l'execució de l'obra, fins al punt d'endarrerir-ne la col·locació i d'obrir als responsables un procés per malversació de fons. L'obra presenta el general Prim a cavall, amb dos relleus laterals i els escuts de la ciutat de Reus i del marquesat dels Castillejos a les puntes. Els canons que formen la tanca, que una certa tradició popular atribueix a la guerra del Marroc, són obra de l'escultor reusenc Pau Figueras

Després del pronunciament liberal de La Granja, els constitucionalistes es van dividir en conservadors i progressistes. Aquests últims, dirigits per Calatrava i Mendizábal, van comptar aviat amb l'adhesió de Prim (1840). Es va presentar a diputat per la província de Tarragona i va obtenir l'escó (1841). Com que s'havia ajustat la pau amb els carlins, els cossos voluntaris havien estat dissolts, i es dubtava que els graus de Prim li fossin reconeguts, però el seu immens prestigi, superior al de qualsevol altre contemporani, i l'acta de diputat, van facilitar que fos confirmat com a coronel i, a més, el regent Espartero el va nomenar Subinspector de Carrabiners d'Andalusia. En aquest lloc va aconseguir evitar que els conservadors, al comandament de Ramón Narváez, partidaris de retornar la regència a Maria Cristina, poguessin entrar a Espanya per Gibraltar, i encara que O'Donnell, un altre dels líders conservadors, va entrar al nord fins a Pamplona, va haver de retirar-se. No obstant això Prim s'enemistà amb Espartero i el seu govern, als quals va acusar d'afavorir els teixits anglesos amb la finalitat d'arruïnar la indústria tèxtil catalana i tenir més sotmès el territori català.
Les intrigues polítiques aviat es van desenvolupar a Madrid i, quan la situació va estar madura, Màlaga, Granada i Almeria es van sublevar contra Espartero, alhora que Joan Prim i Llorenç Milans del Bosch es pronunciaven a Reus el 30 de maig de 1843. Barcelona es va unir a la rebel·lió i aviat tot Catalunya estava sublevada. El general Martín Zurbano va sortir amb les seves tropes de la rodalia de Barcelona i es va dirigir a Tarragona, i d'allà a Reus, centre de la revolució catalana. La ciutat, sense defenses, era presa fàcil de Zurbano, que va permetre la sortida de Prim i els seus, que van abandonar la ciutat cap a Barcelona, per evitar un sagnant assalt. Es diu que els reusencs van increpar a Prim per haver-los portat l'agitació i consegüent repressió, i el coronel es va dirigir als seus conciutadans i els va assegurar que allà mateix on l'increpaven li aixecarien una estàtua, cosa que va resultar certa, ja que el lloc és actualment la plaça anomenada de Prim i conté al centre l'estàtua eqüestre del militar.
Una rebel·lió de Barcelona contra els conservadors va fer que es decidís nomenar Prim governador militar i comandant general de la província de Barcelona l'agost de 1843. Va ser al tram baix de la Riera d'Horta on va pronunciar la seva cèlebre frase «o faixa o caixa» (és a dir, o rebre la faixa de general, o la caixa per a l'enterrament) en veient l'alçament de Sant Andreu del Palomar a la Revolta de la Jamància, i va combatre amb energia els revolucionaris de la insurrecció que dominaven part de la ciutat i algunes zones pròximes, sotmetent Barcelona i Sant Andreu del Palomar a un dur bombardeig entre el 6 de setembre i el 18 de novembre de 1843, fins a derrotar-los i deixar la ciutat pacificada i amb una tercera part dels edificis destruïts (encara avui podem veure un projectil de canó incrustat a la façana de l'edifici que fa cantonada al carrer de Sòcrates amb el carrer Gran de Sant Andreu, coneguda com la «casa de la bala»«»). Per aquestes accions va rebre de Serrano el faixí de general.
Després pacificà altres zones agitades a Catalunya, motiu pel qual va rebre el títol de comte de Reus i vescomte del Bruc amb dret hereditari.
El 1845, a l'acabament de la legislatura Prim es va dirigir a París on va tenir una entrevista amb una societat secreta de militars desterrats fundada recentment, nomenada Orde Militar Espanyola, el líder de la qual era Leopoldo O'Donnell i en la qual figuraven Narváez i altres i es creu que van acordar cooperar per enderrocar a Espartero, i encara que al retorn va ser detingut a Perpinyà, va ser alliberat marxant a la seva ciutat natal Reus. A Barcelona Prim es va entrevistar amb un emissari de l'orde, el que li va valer nous retrets, aquesta vegada dels progressistes. Prim va prohibir als generals conservadors desembarcar a Barcelona perquè no poguessin arribar a Madrid abans que ell, i va sortir cap a la capital, però els conservadors van desembarcar a València i van sortir a marxes forçades cap a Madrid. No va tardar a caure Espartero qui va sortir cap a Anglaterra i el general conservador Narváez, des de València, va arribar a Madrid un dia abans que Prim, i ascendit a tinent general, va assumir la capitania general de Madrid. No obstant això Prim va ser nomenat brigadier per Francisco Serrano, que a Barcelona havia assumit la cartera de Guerra.

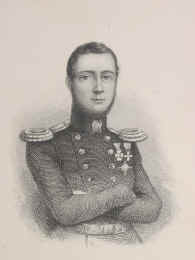
Retrat de Joan Prim (1850). Litografia realitzada a Leipzig, a l'obrador d'August Weger.

### Governador de Puerto Rico
Poc després va tornar a Madrid però els conservadors el van enviar com comandant militar de Ceuta, càrrec que Prim va refusar, abandonant Espanya. Quan va tornar, Narváez el va acusar d'un suposat complot pel qual va ser condemnat a sis anys de presó en un castell, condemna que va començar a complir en el fort gadità de Sant Sebastià, malgrat que hauria hagut de ser enviat a les Illes Marianes, però la mare de Prim va demanar gràcia a Narváez que finalment la hi va concedir. Prim va tornar a marxar a l'estranger. Narváez va dimitir per desacords amb el príncep consort i després d'un breu govern d'Isturiz es va formar el govern de Joaquín Maria Pacheco que va concedir una amnistia. El Ministre de la Guerra, Fernández de Còrdova, amic de Prim, el va nomenar capità general de Puerto Rico en 1847, on el seu rigor exagerat i les seves preferències racials pels blancs, no el va fer estimat de la majoria dels porto-riquenys. Capturà al cap guerriller «l'Àguila» però el va alliberar amb la promesa de sotmetre's, però un cop alliberat va intentar demostrar que podia amb Prim robant-li el cavall; Prim el va capturar de nou i el va fer afusellar. Un suposat atac de negres de Martinica contra una de les Antilles daneses, va ser repel·lit gràcies a l'auxili de Prim, que va rebre la condecoració danesa de la Dannebrog. Sols va exercir el comandament uns mesos, tornant després a Espanya (1848).

### Parlamentari
En les següents eleccions Prim es va presentar candidat per diversos districtes electorals catalans, sent elegit pel de Vic. Però les Corts van ser dissoltes i es van convocar unes altres de noves per al 31 de maig de 1851. Prim va tornar a presentar-se per Vic, però el govern, incòmode amb la seva posició parlamentària, el va nomenar de nou Capità General de Puerto Rico càrrec que va acceptar; però després de les eleccions es va anul·lar aquest nomenament. Prim es quedava doncs sense escó i sense càrrec. Però un diputat progressista havia obtingut el seu escó per dos districtes, i deixava lliure un d'ells a Barcelona, oferint donar suport a Prim per obtenir-lo en el seu lloc. Des que Prim va reprimir la rebel·lió de la Jamància no gaudia de simpaties a Barcelona, però va prometre rectificar els seus errors, ser el campió del liberalisme progressista, defensar els drets catalans especialment els econòmics, i erigir-se en màxim defensor de les llibertats ciutadanes, i el poble el va creure i va ser elegit, complint després la paraula donada al colpejar amb els seus discursos de gran talent al govern espanyol, sense deixar passar cap de les injustícies que es portaven a terme a Catalunya. Quan el govern de Juan Bravo Murillo va tancar les corts i va començar a governar per decret hi va haver certs moviments militars; per això el govern, que el considerava sospitós, va exposar a Prim la conveniència que sortís del país per algun temps. Estant a França hi va haver noves eleccions i encara que sols es va autoritzar el retorn de Prim cinc dies abans d'aquestes, el general va ser reelegit per Barcelona, encapçalant l'oposició al parlament, però aquest poc després va ser tancat novament i Prim va sortir d'Espanya cap a França (1853). Estant allà es va iniciar la Guerra de Crimea i Prim va demanar ser delegat espanyol observador en el front turc, petició que li va ser concedida. En el mateix 1853 va desembarcar a Constantinoble i va estar com a observador entre altres accions, en l'atac de l'illa de Totorkan, aconsellant allà amb gran encert la col·locació de l'artilleria.
En 1854 va tornar a França temporalment, tornant seguidament al front turc. El Sultà li va concedir la condecoració de Medjidie i un sabre d'honor. Estant a Roulschouck va conèixer la notícia del victoriós pronunciament liberal a Espanya (La Vicalvarada) i va tornar precipitadament. O'Donnell i Espartero havien arribat a un acord de col·laboració per exercir el poder, però cap desitjava afavorir a Prim qui va decidir presentar-se com a candidat per a les corts constituents, eleccions que es van celebrar el 8 de novembre de 1854, i comprenent que els demòcrates (republicans i socialistes) eren una força en ascens, va recollir en les seves promeses algunes de les seves aspiracions al costat de les dels liberals progressistes. Prim va ser elegit però va tenir escassa intervenció en les Corts, on destacava l'oratòria de Castelar, i finalment va renunciar per ocupar la capitania general de Granada amb la plaça annexa de Melilla, que estava sent periòdicament atacada per cabiles berbers. Prim es va desplaçar a la ciutat i va vèncer als cabilencs a Cabrerizas. En 1856 va ascendir a tinent general, cessant poc després com capità general de Granada quan O'Donnell va arribar al poder en substitució d'Espartero, el qual va ser defensat per la Milícia Nacional al comandament de Pascual Madoz, que va ser derrotada i dissolta. Però O'Donnell aviat va ser obligat a dimitir i la reina va tornar a cridar a Narváez de qui esperava que revoqués la llei de desamortització de béns civils votada per les Corts Constituents, com efectivament va fer.

### Condemna
Les crítiques de Prim a Narváez van motivar la seva detenció acusat de faltar a l'honor militar, i el consell de guerra es va demorar per evitar que es presentés a les noves eleccions. Poc abans d'aquestes va ser condemnat a sis mesos de castell, pena que va complir a Alacant i que li va ser commutada per desterrament a la ciutat sota paraula de no intentar escapar. A pesar de no poder fer campanya va ser elegit per una majoria aclaparadora pel districte de Reus. No va poder prendre possessió, i passats els sis mesos el govern li va concedir llicència per traslladar-se a Vichy a França. Narváez queia poc després i seguiren dos breus governs fins que va tornar al poder O'Donnell amb el seu partit acabat de creat anomenat Unió Liberal en la qual es va integrar Prim (1856) deixant temporalment al Partit Progressista. Per aquesta època es va plantejar la qüestió mexicana: existien certes reclamacions espanyoles pendents des de la independència i s'havien produït alguns incidents que van costar la vida a súbdits espanyols: Prim es va oposar a la guerra, i se'l va acusar d'actuar així per haver-se casat amb una mexicana anomenada Francisca Agüero, emparentada amb el ministre Echevarria, que pertanyia al govern de Benito Juárez a Veracruz (els conservadors tenien un altre govern a la ciutat de Mèxic). Una altra qüestió candent era la de les cabiles que amenaçaven Ceuta-Melilla, especialment la d'Anyera, que va cometre certs actes hostils a Ceuta. O'Donnell buscava un enemic exterior per distreure l'atenció dels problemes interiors, i es va aprofitar d'aquesta circumstància. El Sultà del Marroc es va avenir a donar satisfaccions, però malgrat tot el govern O'Donnell va declarar la guerra al Marroc (1859).

### Guerra del Marroc

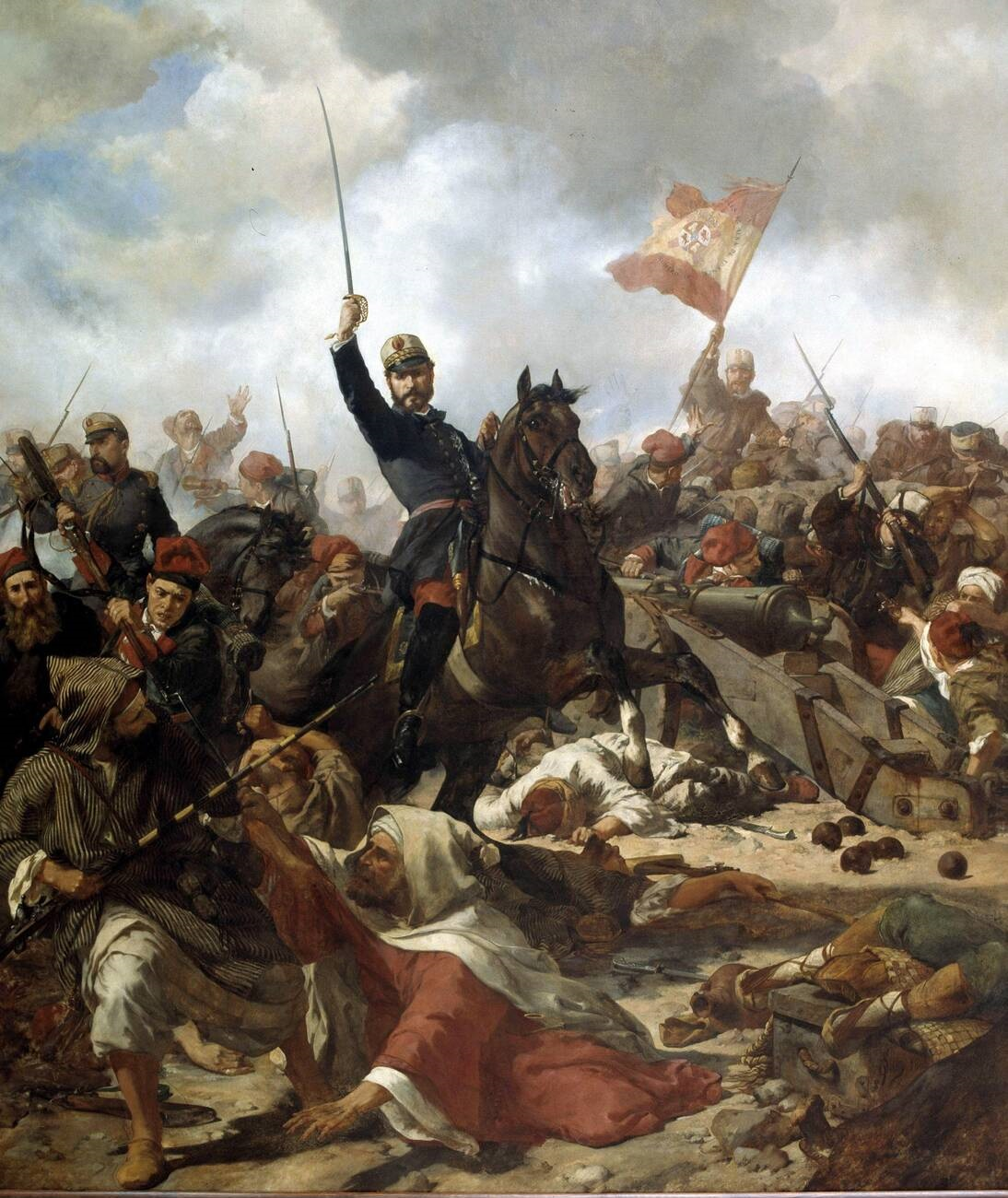
El general Prim a la batalla de Tetuan, el 1860, comandant els caçadors d'Alba de Tormes i el batalló de voluntaris catalans. El general Prim a la guerra d'Àfrica (1865), oli de Francesc Sans i Cabot, encarregat per la Diputació de Barcelona. Barcelona: Museu Nacional d'Art de Catalunya.

Prim va demanar incorporar-se a la força expedicionària i va ser nomenat comandant de la divisió de reserva que s'estava formant a Antequera. D'allà embarcà a Algesires i va sortir cap a Ceuta al capdavant dels seus batallons i dels voluntaris catalans. Prim va donar llavors mostres del seu valor amb avenços a pit descobert, en inferioritat numèrica, en desavantatjosa posició i amb envestides cos a cos. Destaquen els fets d'armes de Castillejos i Wad Ras (aquestos noms serien anys després atorgats a carrers de la seva ciutat natal). Sembla que Prim va ser extraordinàriament sanguinari al Marroc fins al punt que durant molts anys s'espantava als nens marroquins amb la frase «que ve Prim!». Va ser Prim qui va decidir la sort de la batalla de Cabo Negrón. En la batalla de Tetuan arribà al campament de Muley Abbas. Després de la signatura de la pau de Tetuan (26 d'abril de 1860), Prim va tornar a Espanya, desembarcant a Alacant, recorrent el trajecte fins a Madrid en olor de gentada. Després va passar a Catalunya on la rebuda va ser apoteòsica amb arcs de triomf, nomenaments de fill adoptiu per diverses ciutats, sabres d'honor, etc. La reina li va atorgar el marquesat de Castillejos amb Grandesa de primera classe. Un gran d'Espanya que li va fer notar que eren iguals va ser respost per Prim que ell sol era igual amb l'avantpassat que havia guanyat la grandesa. Poc després el govern va nomenar a Prim director del Cos d'Enginyers.

### L'afer mexicà

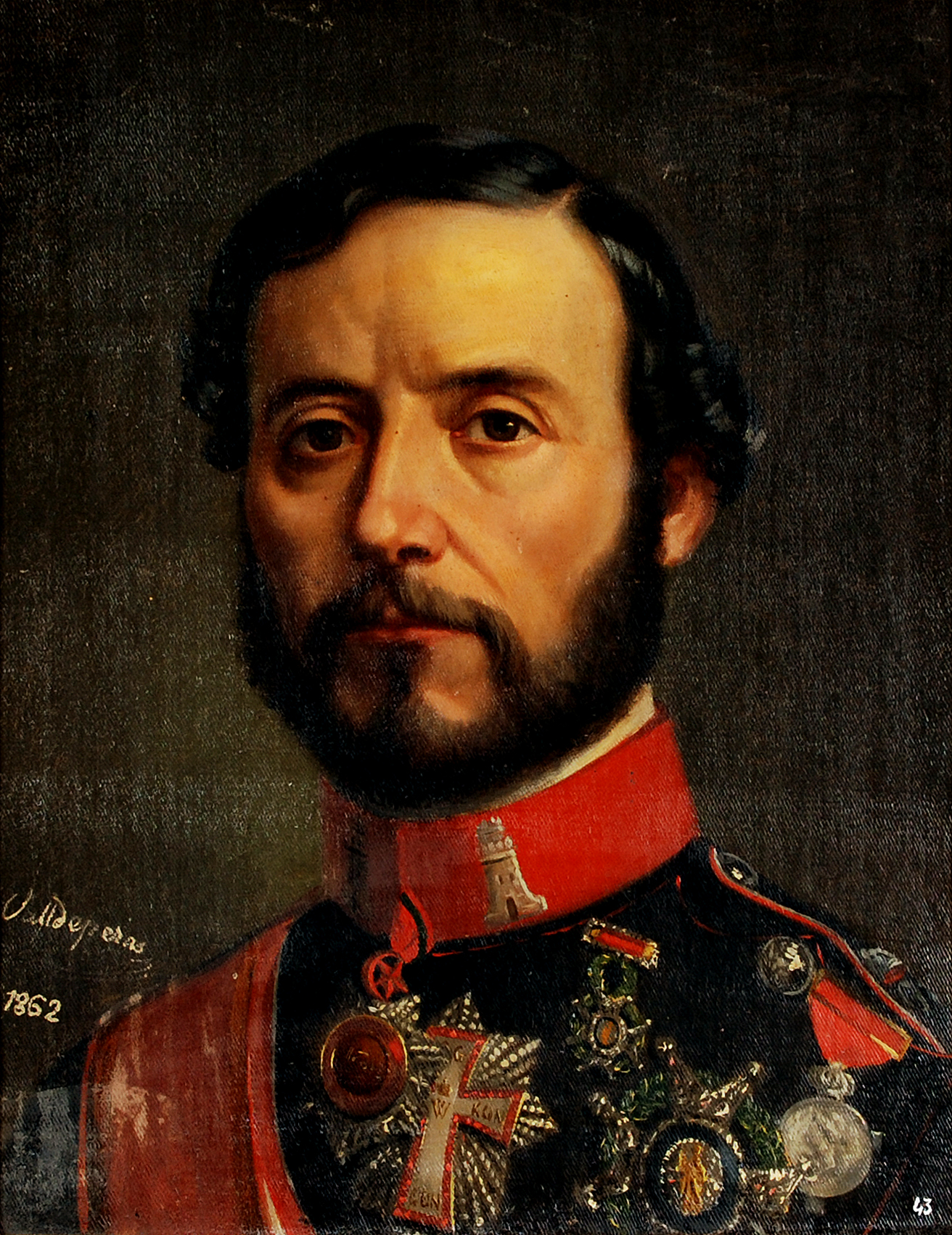
Joan Prim el 1862, a l'edat de 48 anys. Retrat de bust, obra d'Eusebi Valldeperas. Vilanova i la Geltrú: Biblioteca Museu Víctor Balaguer.

En aquesta situació el govern conservador mexicà de Miramón, al qual Espanya reconeixia, havia estat derrotat per Juárez. Aquest, un cop en el poder, va expulsar l'ambaixador espanyol (1861) i va ajornar el pagament del deute. Anglaterra i França, afectades per idèntica mesura, van decidir prendre les duanes de Veracruz i Tampico per cobrar-se el deute amb els seus ingressos i Espanya se'ls hi va unir (Convenció de Londres, Octubre 1861). L'acord estipulava que no s'incorporaria cap territori mexicà. La força expedicionària espanyola es va encomanar a Prim, amb plens poders i poc després el general sortia cap a l'Havana, on a l'arribar es va assabentar que les forces espanyoles ja havien sortit i s'havien apoderat de San Juan de Ulua i Veracruz, aparentment per decisió del general Serrano, Capità General de Cuba. Acceptades les excuses que se li van oferir per no esperar-lo, va arribar a Veracruz el Gener del 1862. La zona d'acampada era insalubre i l'anomenat «vòmit negre» va començar a fer estralls en les tropes fins al punt que una expedició a l'interior hauria estat un desastre. Llavors van sol·licitar permís al govern mexicà per acampar a Orizaba, més saludable, però el govern de Juárez va deixar passar el temps sense accedir ni negar. Al cap d'uns dos mesos, Prim es va entrevistar amb el seu parent, el Ministre Echevarria, i li va exigir lliure pas a Orizaba, aconseguint el seu objectiu. Una vegada les tropes a Orizaba, Córdoba i Tehuacán es van iniciar les converses conegudes com a Convenció de la Soledat (a Orizaba). En aquest temps Napoleó III ja havia decidit convertir a Mèxic en Imperi amb l'arxiduc Maximilià com a emperador, i va enviar un missatge a Prim demanant la cooperació de les forces espanyoles al seu comandament «per afermar l'ordre en el país mexicà.» A la sessió de la Convenció de la Soledat del 15 d'abril de 1862 el delegat francès va anunciar el suport del seu govern als conservadors oposats a Juárez, i va acusar Prim de voler coronar-se ell mateix com a emperador. Prim va refutar aquestes afirmacions i va ordenar la retirada de les seves tropes, i el mateix van fer els anglesos. La reina Isabel, que s'oposava a la candidatura de Maximilià al tron mexicà, va aprovar aquesta decisió, contra el parer del govern que volia acontentar a Napoleó III. Prim va passar a l'Havana i d'allà va fer un viatge als Estats Units, des d'on va tornar a Espanya on va rebre generals atacs per la seva actuació, que això no obstant, es va demostrar encertadíssima sols tres anys després.

### Aixecaments i conspiracions
Al cap d'algun temps Prim va dimitir com a Director General d'Enginyers, càrrec que encara ostentava, i poc després, caigut O'Donnell, va abandonar la Unió Liberal i es va integrar en el Partit Progressista (1862). Una filla de Prim anomenada Isabel, nascuda en 1863, va ser apadrinada per la mateixa reina. A les eleccions de 14 de novembre de 1863 els progressistes no es van presentar per certes qüestions polítiques amb el govern però els progressistes buscaven accions que els acostessin al poder, i Prim va anunciar que dominarien el govern d'Espanya en un termini de dos anys. En aquesta època van començar a buscar aliances a l'exèrcit. Es va preparar un cop per al 6 de juny de 1864 però una delació ho va impedir. Un nou intent dos mesos després també es va frustrar per la retirada del coronel al comandament del regiment de Savoia. Assabentat el govern d'aquestes conspiracions va invitar a Prim a sortir d'Espanya, i com que s'hi va negar li va ser assignada residència a Oviedo, si bé va poder tornar poc després perquè el nou govern de Narváez va dictar una amnistia. Les noves eleccions de finals de 1864 van ser també boicotejades pels progressistes. En 1865 el govern va endurir la seva posició i va començar a prendre mesures repressives que van culminar en la Nit de Sant Daniel amb una desena de morts i mig centenar de ferits a Madrid (10 d'abril de 1865); des d'aleshores Prim va començar a conspirar decididament.

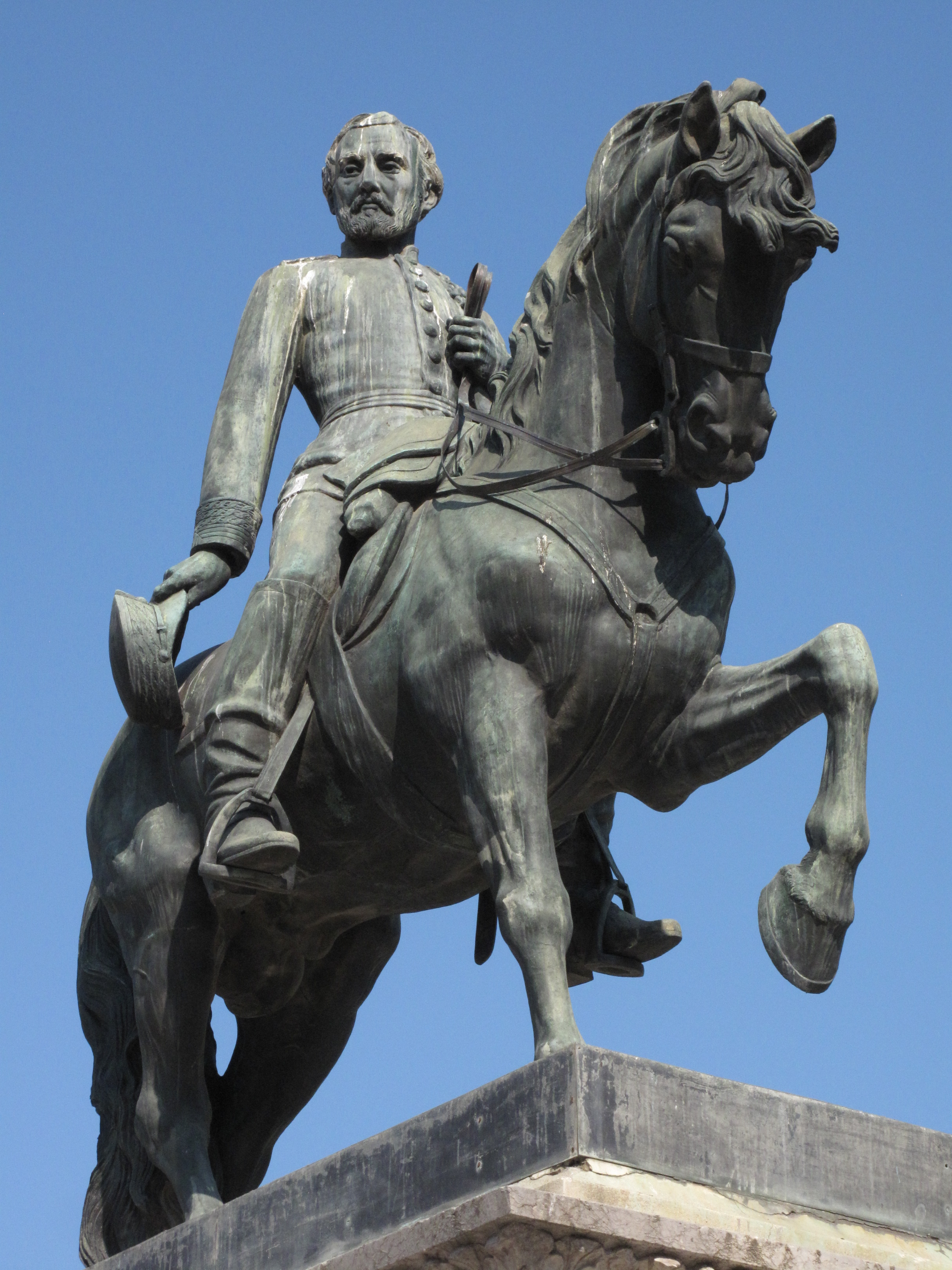
Barcelona a Prim (1948), estàtua eqüestre de Frederic Marès, còpia de l'original (1887) de Lluís Puiggener, destruïda per les Joventuts Llibertàries de Gràcia —adscrites a la FAI— durant la Guerra Civil. Disseny arquitectònic i pedestal, obra de Josep Fontserè i Josep Colomé, respectivament. Barcelona: Parc de la Ciutadella.

Un aixecament a València que ell va impulsar, va fracassar. Va sortir d'Espanya i des de França va entrar per Pamplona novament sense èxit per la defecció de molts dels compromesos. Tornat a França va sortir per mar cap a València on es preparava un nou aixecament però també els conjurats es van fer endarrere. En els seus viatges clandestins per Espanya es compten diverses anècdotes, no acreditades, entre elles una molt celebre a la seva natal ciutat de Reus, diu que es va amagar en una bóta de vi en un celler d'un poble pròxim eludint astutament la recerca dels seus enemics. Prim es convertia en mite i les llegendes sobre ell, autèntiques o imaginàries, no paraven de créixer. El govern, considerant-lo el seu major enemic, va enviar una ordre perquè es presentés a la reina, però Prim, que era a París, no la va obeir. La reina Isabel va decidir llavors posar fi al govern Narváez i cridar O'Donnell, que una vegada en el poder va aixecar qualsevol restricció i amenaça sobre Prim, qui va tornar a Espanya però no obstant això no va deixar de conspirar.
Es va organitzar un Cop d'estat per al 2 de gener de 1866. El cop es va iniciar a Aranjuez però no va obtenir suficient suport i Prim i els sublevats van haver de passar a Portugal des de Villarejo de Salvanés, és a dir travessant una part important d'Espanya. Aquesta marxa sorprèn per la seva suposada falta d'estratègia, ja que avançaven sense atencions, però també per l'escàs zel que mostraven les forces que els perseguien, que probablement desitjaven que els perseguits sortissin del país lliurement. Prim va entrar a Portugal el 20 de gener de 1866, però poc després va ser expulsat d'aquest país passant a Londres i d'allà a París on Prim va decidir que no tornaria a intentar aconseguir el poder per als progressistes mitjançant un cop d'estat sinó mitjançant una revolució que comptés amb el suport popular.
Malgrat allò dit, i encara que es va cobrir amb la participació de civils, es va intentar un altre cop el 20 de maig, i després d'una delació es va ajornar pel 21 de juny a la nit es va iniciar el cop a Madrid, que estava pendent de la caserna de San Gil on els sergents recolzaven la rebel·lió i que amb més dificultats de les previstes van aconseguir agafar el control. La lluita es va desenvolupar per Madrid però el govern va obtenir la victòria a la vesprada del 22 de juny. Molts dels sergents i caporals (66) van ser afusellats. Prim, que havia de ser cap de govern, no va arribar a sortir de França. Poc després el govern francès el va expulsar del país havent de passar a Suïssa. Des de Ginebra va convocar una reunió de progressistes, que finalment es va celebrar a Oostende l'agost de 1866 creant-se un comitè d'acció amb progressistes i demòcrates, sota la presidència de Prim (Pacte d'Oostende). Les conspiracions van seguir i un nou cop es va planificar per l'agost de 1867 també amb participació de civils. Prim va sortir de Brussel·les i el 15 d'agost va arribar per mar davant de Tarragona i d'allà va seguir a València. Però la rebel·lió no va arribar a esclatar i després de desembarcar a Marsella el 22 d'agost es va presentar a la frontera catalana esperant l'ocasió d'entrar en territori espanyol, ocasió que no va arribar perquè encara que hi va haver combats aïllats a Catalunya i Aragó no van significar una alteració del control governamental; i poc després va tornar a Ginebra.

### Mort d'O'Donnell
El 4 de setembre la rebel·lió estava conclosa. Prim va defugir entrar a Espanya, com va tenir ocasió de fer (si bé és veritat que amb més dificultats de les previstes) on les guarnicions estaven disposades a sublevar-se amb la seva sola presència; la seva absència havia motivat el fracàs. Es va arribar a dir que en el seu maquiavel·lisme havia propiciat el fracàs del seu propi moviment perquè la reina, davant l'amenaça, crides al Partit Progressista al poder. Prim va haver de deixar Suïssa, i després de circular per alguns països d'Europa, va acabar residint a Londres. Poc després moria en el seu exili de Biarritz O'Donnell i el general Serrano, duc de la Torre, era nomenat líder de la Unió Liberal. El 23 d'abril de 1868 moria també Narváez d'una pulmonia. Les desencertades mesures del seu successor, Luís González Bravo, van afavorir el pas de nombrosos generals i militars a la Unió Liberal. Entre ells Zabala i l'almirall Juan Bautista Topete. Aquest últim defensava un canvi dinàstic i la candidatura del duc de Montpensier, però consultat Prim si els progressistes l'acceptarien, la resposta va ser negativa. No obstant això Prim va obtenir la neutralitat de Napoleó III en el conflicte interior espanyol i va poder traslladar-se a Vichy, però aviat va tornar a Londres.

### Retorn a Espanya

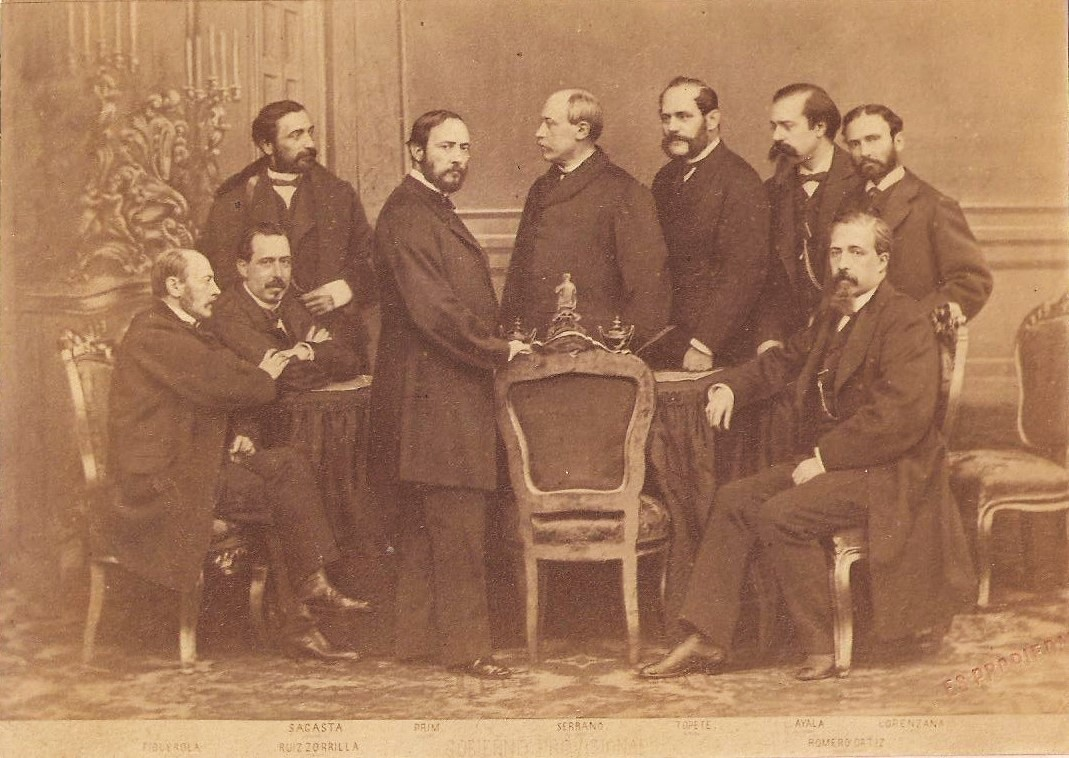
El Govern provisional del 1868, amb el qual es va gestar la Constitució del 1869. D'esquerra a dreta: Figuerola, Hisenda; Sagasta, Governació; Ruiz Zorrilla, Foment; Prim, Guerra; Serrano, president; Topete, Marina; López de Ayala, Ultramar; Romero Ortiz, Gràcia i Justícia; i Lorenzana, Estat. Fotografia de Jean Laurent. Madrid: Biblioteca Nacional d'Espanya.

Els contactes amb els generals exiliats i els descontents estaven fets i la revolució decidida. El 12 de setembre de 1868 sortia Prim de Londres en el vapor Buenaventura, disfressat com a criat dels Srs. Bark, que eren amics de Prim. Arribat a Gibraltar va embarcar en el remolcador anglès Adelia (enviant com enze l'embarcació Alegria) amb el qual es traslladà a la fragata Saragossa, ancorada al costat d'altres vaixells de l'esquadra a Cadis. El pronunciament s'efectuaria el següent dia 17 de setembre de 1868. Efectivament, sublevada l'esquadra i secundat el moviment a Cadis (dia 18) i la seva província (dia 19), Prim va desembarcar i va ser saludat amb crits de joia. Es va formar una junta sota la presidència de Topete, amb Unionistes, Progressistes i Demòcrates en forma paritària. Després Prim va avançar per la costa Mediterrània sublevant les seves ciutats: el 23, Màlaga; el 25, Almeria; el 26, Cartagena; el 2 d'octubre, València, i el 3, Barcelona on va ser rebut amb gran alegria. Prop d'allà el general Blas Pierrad Alcedar, Anselm Clavé, José María Orense i Mariano Rossell havien proclamat la república a Figueres, i el dia 1 havia entrat a Barcelona el general progressista Baldrich. Prim portava una corona a la seva gorra i se li va començar a demanar que se la tragués, però Prim va dir en català als seus compatriotes una altra frase celebre que encara s'utilitza: «catalans, voleu córrer massa; no correu tant que podríeu caure».
Finalment Prim va cedir a la pressió, es va treure la gorra i acabà cridant «fora els Borbons!». De Barcelona va passar a Reus i d'allà a Madrid on va fer una entrada triomfal com mai abans vista. L'endemà va rebre la cartera d'Estat en el govern provisional, del qual Prim era l'àrbitre. A les eleccions de Gener de 1869 els progressistes en aliança amb els demòcrates moderats van obtenir 160 diputats; 65, la Unió Liberal; 60, els republicans; i 30, els carlins, i així Prim, líder progressista, tornava a quedar com a referència decisiva. El nomenament de cap de govern havia de comptar amb el seu plàcet i la Constitució va ser aprovada acceptant la forma monàrquica per decisió de Prim. El nomenament de Serrano com regent, sense poder efectiu, va eliminar el seu més directe rival. Serrano va nomenar a Prim cap de govern i Prim es va reservar en el gabinet a més de la presidència, la cartera de Guerra, nomenant ministres unionistes i progressistes per igual. Els progressistes proposaven la candidatura al tron de Ferran de Coburg, pare del rei Lluís de Portugal, mentre els unionistes proposaven al duc de Montpensier. La candidatura de Ferran va fracassar pel seu matrimoni morganàtic amb una ballarina i l'oposició del príncep que mai poguessin unir-se les corones d'Espanya i Portugal (somni últim de bona part dels seus partidaris). La candidatura de Montpensier, a proposta de Serrano i Topete, va ser rebutjada enèrgicament per Prim que a més va proposar excloure del tron a totes les branques dels Borbons.

### Amadeu de Savoia

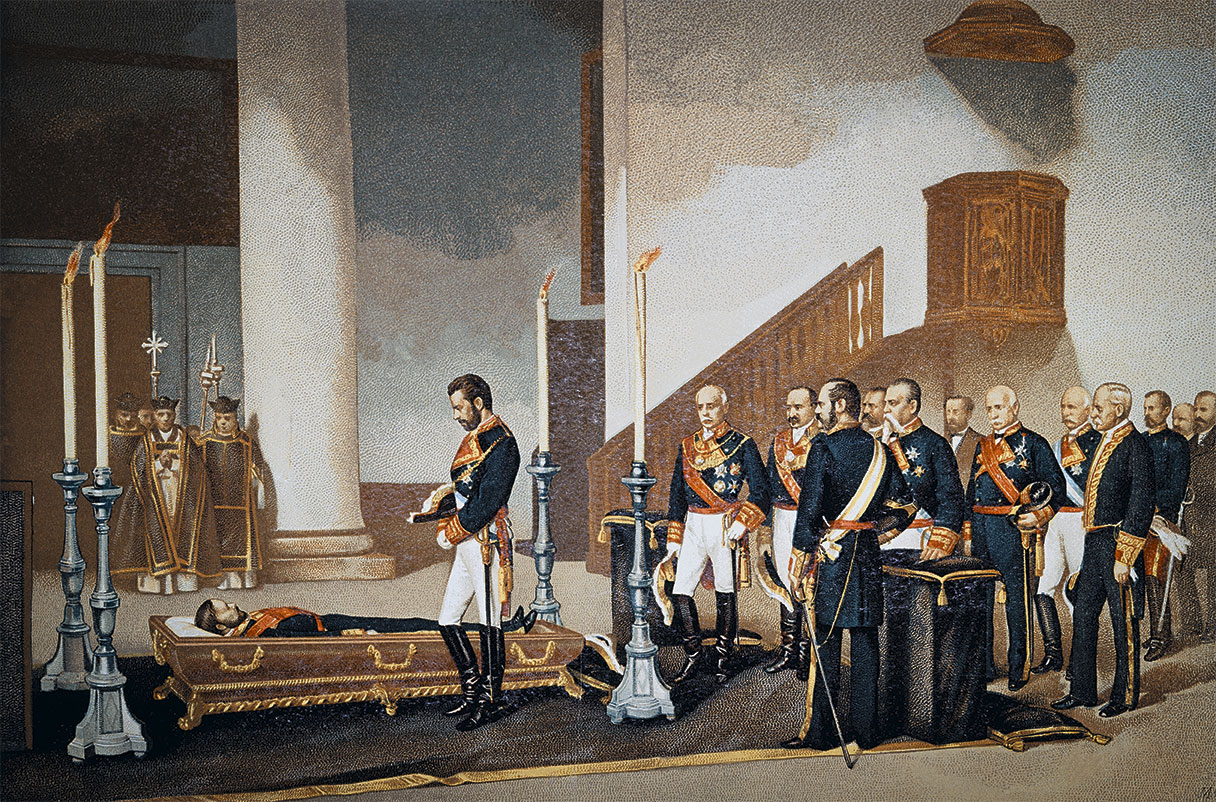
El rei don Amadeu visitant el cadàver del general Prim, litografia de Manuel Giménez a partir de l'oli original (1871) del pintor alcoià Antoni Gisbert. Madrid: Museu Nacional del Romanticisme. La premsa de l'època va reproduir àmpliament el quadre de Gisbert, primer director del Museu del Prado i un dels pintors predilectes del nou monarca, la caiguda del qual (el 1873) el duria a l'exili. Prim havia estat assassinat al carrer del Turco el mateix dia que el duc d'Aosta desembarcava a Cartagena. Arribat a Madrid el dia 2 de gener del 1871, Amadeu de Savoia va aturar-se a la basílica d'Atocha per vetllar el fèretre on reposava el cadàver de qui havia estat el gran valedor de la seva causa com a nou rei d'Espanya. Rere seu, hi apareix un seguici de militars i ministres, d'entre els quals hi destaca el general Serrano.

Prim va oferir la corona al duc d'Aosta, fill del rei d'Itàlia, i a Leopold de Hohenzollern, que van rebutjar l'oferta. Llavors Prim va oferir la corona a un nebot del rei d'Itàlia, el duc de Gènova, i va comptar amb el suport de Topete a canvi de prometre-li que el rei es casaria amb una de les filles de Montpensier. La candidatura va ser votada en Corts obtenint 128 vots contra 52. Però el duc de Gènova finalment va rebutjar el tron. Va proposar Prim la independència de Cuba si així ho decidia el poble cubà en referèndum, una amnistia per als patriotes cubans, i una compensació a Espanya garantida per Estats Units. El projecte, que hagués sanejat la Hisenda, va trobar forta oposició i mai es va portar a terme. Prim va oferir la corona a Espartero, duc de la Victòria, tot i saber que la rebutjaria, com així va ocórrer. Es va tornar a insistir amb el príncep de Hohenzollern que finalment va acceptar si era votat per dos terços de les Corts (Prim havia fet aprovar una llei que requeria majoria absoluta, però el príncep fins i tot la va considerar insuficient) però, per un error, l'acceptació del príncep va arribar quan ja les Corts havien tancat. L'oposició francesa, de l'altra part, va fer que el príncep no renovés la seva acceptació i renunciés a la candidatura. Prim va tornar a oferir la corona a Amadeu duc d'Aosta, qui va posar com a condició la conformitat de les potències europees, i aconseguida aquesta, va acceptar. El 26 de novembre de 1870 Amadeu (conegut generalment com a Amadeu de Savoia) era elegit per 191 vots com rei (Amadeu I). El 27 de desembre va sortir Amadeu cap a Espanya.

### Assassinat
El mateix dia 27, Prim tenia sessió parlamentària i al sortir al vespre en el seu cotxe de cavalls es va endinsar al carrer del Turc, a prop del Congrés, on li van tallar el pas. Uns homes armats van obrir foc. Va morir de les ferides el 30 de desembre de 1870, després de conèixer el desembarcament d'Amadeu. Alguns indicis assenyalen el duc de Montpensier i el regent general Serrano com a instigadors i el republicà Paúl y Angulo com a executor amb 9 homes més. L'estudi de l'advocat reusenc Antoni Pedrol Rius va aclarir el 1960 el misteri del seu assassinat quant a autors materials (Paúl y Angulo i altres), però sobre els instigadors no es pot demostrar res, atès que els indicis sobre Montpensier i Serrano es basen en el fet que els assassins van ser reclutats pels seus homes de confiança.
Prim va ser enterrat al Panteó d'Homes Il·lustres de Madrid, on va romandre fins al 1970, any del centenari de la seva mort, quan fou traslladat a un mausoleu ubicat al cementiri de Reus, després d'anys de reivindicacions per part de la seva ciutat natal.

## Càrrecs polítics
| Joan Prim i Prats                                                |                                                                                  |                                                                   |
| Càrrec de govern                                                 |                                                                                  |                                                                   |
| Precedit per: Francisco Serrano Domínguez (President del Govern) | President del Govern (Llista de Presidents del Consell de Ministres) (1869-1870) | Succeït per: Juan Bautista Topete Carballo (President del Govern) |

## Homenatges
A Reus, la seva ciutat natal, hi ha una plaça dedicada a Prim que porta el seu mateix nom. El centre de la plaça és un monument al general, amb una escultura eqüestre que el mostra amb el sabre aixecat. També a Reus hi ha el passeig de Prim. A Barcelona, en honor seu s'anomenà la rambla de Prim, el passatge de Prim i el carrer de Los Castillejos. També a Barcelona, al Parc de la Ciutadella, hi ha un monument amb escultura a cavall dedicat a ell per a recordar la cessió que va fer de la Ciutadella, quan encara era una fortalesa, a la ciutat. Es tracta d'una reconstrucció de 1948 de l'obra original 1887, feta malbé el 1936.
De fet hi ha diverses places, avingudes i carrers arreu de Catalunya que li són dedicats:
- Places: Navarcles, Reus, Roses, Sudanell, Tarragona, ...
- Avingudes: Montblanc, Hospitalet de Llobregat, Reus, Sant Boi de Llobregat, Viladecans, etc-
- Carrers: Manresa, Rubí, Vilafranca del Penedès, Sant Cugat del Vallès, Granollers…

També hi ha diversos carrers, places i avingudes amb el nom de Prim arreu de l'estat espanyol i, fins i tot, a Mèxic capital.
A Verdú, una casa de turisme rural anomenada Ca n'Aleix té una placa recordant que va ser l'habitatge dels avantpassats de Prim.
Un retrat seu forma part de la Galeria de Catalans Il·lustres de l'Ajuntament de Barcelona.
El govern de la Regència va crear el ducat de Prim per a Francisca Agüero i González, vídua de Joan Prim, per Reial Decret el 31 de desembre de 1870 i Reial Despatx del rei Amadeu I el 19 de febrer de 1871.